# All My Life (film)
All My Life – amerykańsko-chiński dramat filmowy z 2020 roku w reżyserii Marca Meyers, zrealizowany na podstawie scenariusza Todda Rosenberga. Film opowiada historię, w której przyszły Pan Młody dowiaduje się, że choruje na raka. Scenariusz oparty jest na prawdziwej historii z życia Jennifer Carter i Solomona Chau. W rolach głównych Jessica Rothe, Harry Shum Jr.
Premiera w Wielkiej Brytanii odbyła się 23 października.

## Obsada
- Jessica Rothe jako Jennifer Carter
- Harry Shum Jr. jako Solomon Chau
- Michael Masini
- Chrissie Fit jako Amanda Fletcher
- Greg Vrotsos
- Jay Pharoah
- Ever Carradine jako Gigi Carter
- Marielle Scott jako Megan Denhoff
- Kyle Allen
- Mario Cantone
- Keala Settle
- Josh Brener
- Jon Rudnitsky

## Produkcja
W kwietniu 2017 roku ogłoszono, że Universal Pictures wykupiło prawa do scenariusza filmu Todda Rosenberg, który następnie w grudniu 2017 roku pojawił się na popularnym zestawieniu najlepszych scenariuszy, Black List. W lipcu 2018 roku ogłoszono, że Marc Meyers wyreżyseruje film. We wrześniu 2019 roku Jessica Rothe dołączyła do obsady filmu. W październiku 2019 roku Harry Shum Jr. dołączył do obsady filmu. W listopadzie 2019 r. do obsady filmu dołączyli Michael Masini, Chrissie Fit,Greg Vrotsos, Jay Pharoah, Marielle Scott, Kyle Allen, Mario Cantone, Keala Settle i Ever Carradine. W grudniu 2019 roku do obsady filmu dołączyli Josh Brener i Jon Rudnitsky. 
Zdjęcia do filmu rozpoczęły się 31 października 2019, a ich główna część została zakończona 20 grudnia 2019 w Nowym Orleanie. W styczniu 2020 nagrano brakujące sceny na Bahamach. Montaż i edycję filmu zakończono w sierpniu 2020. 